# Dance, Dance
Dance, Dance è il secondo singolo estratto dall'album From Under the Cork Tree dei Fall Out Boy. Pubblicato nel 2006, il singolo raggiunse la # 9 negli Stati Uniti, diventando il secondo Top 10 singole. Ha inoltre raggiunse la # 6 su Pop 100. Il singolo ha raggiunto la # 8 su UK Singles Chart, diventando il secondo Top 10.
Questa canzone è stata inserita in più videogiochi: Burnout Revenge, Madden 2006, Guitar Hero: Warriors of Rock, la versione home di Dance Dance RevolutionSuperNova, SingStar Pop Hits, la versione statunitense di SingStar Rocks!, E come contenuti scaricabili per il Karaoke Revolution Presents American Idol Encore 2 per PlayStation 3. È anche apparso nella versione brasiliana di Infinity on High, l'album successivo.
La demo include il brano di un versetto che è stato poi tagliato fuori dall'originale.

## Video
Il video mostra i membri del gruppo suonare in una danza di bentornato, e contemporaneamente interpretare il ruolo nerd.
Il videoclip è stato girato presso il famoso Salesian High School, che si trova a New Rochelle, un sobborgo della città di New York. Un cammeo è stato composto da Ben Jorgensen degli Armor for Sleep così come Travis McCoy dei Gym Class Heroes.
Il video di This Ain't a Scene, It's an Arms Race è la continuazione di questo video.

## Tracce
CD 1:
1. Dance, Dance - 3:00
2. It's Not a Side Effect of the Cocaine, I am Thinking It Must be Love - 2:11

CD 2:
1. Dance, Dance - 3:00
2. A Little Less Sixteen Candles, a Little More Touch Me - 2:49

7" vinile
1. Dance, Dance - 3:00
2. Sugar, We're Goin Down (Zane Lowe Session - Londra 2006) - 3:49

## Premi
- Il video ha vinto Viewer's Choice Award agli MTV Video Music Awards del 2006.
- È stata reputata la 39ª canzone nella Rolling Stone's Best 100 Songs of 2006.